# Vidalia bidens
Vidalia bidens är en tvåvingeart som beskrevs av Friedrich Georg Hendel 1915. Vidalia bidens ingår i släktet Vidalia och familjen borrflugor. Inga underarter finns listade i Catalogue of Life.